# Teafatule
Teafatule ist eine kleine Riffinsel im Riffsaum des Atolls Nukulaelae im Inselstaat Tuvalu.

## Geographie
Teafatule bildet zusammen mit Fenulaiago, Aula, Temotutafa, und Temotuloto den südlichen Riffsaum des Atolls. Die Insel ist auch die südwestliche Landspitze des Atolls. Von dort zieht sich das Unbroken Western Reef (Te Akua Fakalava) nach Norden.